# 獻敬王后
獻敬王后洪氏（1735年8月6日—1816年1月13日），本貫豐山，歷史上大多稱呼她為惠慶宮洪氏（혜경궁 홍씨）或惠嬪。她是宣祖嫡長女貞明公主的後代（洪氏高祖洪萬容即貞明公主子），洪鳳漢與夫人韓山李氏之女。洪氏亦為《恨中錄》的作者。

## 生平
洪氏生於英祖十一年（1735年）六月十八日，十九年（1743年）十一月於三揀擇中脫穎而出，被選為世子嬪；隔年（1744年）正月十一日與王世子李愃行嘉禮。
英祖二十六年（1750年）生下懿昭世孫，但不久世孫夭折。英祖二十八年（1752年）生下正祖，另育兩女清衍公主與淸璿公主。
英祖三十八年（1762年）因莊獻世子過世，洪氏因而失去世子嬪身分，英祖心愧難安隔年改封惠嬪。
正祖繼位後，因為是以伯父孝章世子與伯母孝純賢嬪之子的身分繼位，因此只能尊稱生母為惠慶宮；正祖二年加上尊號孝康，七年加上慈禧，八年加上貞宣，十九年加上徽穆。
純祖十五年（1815年）十二月十五日，洪氏於昌慶宮景春殿過世，享壽八十一歲（虛歲）。後上尊諡獻敬，稱孝康慈禧貞宣徽穆獻敬惠嬪，哲宗五年加上尊號裕靖。
高宗時，追崇惠慶宮洪氏為獻敬王后，不久追尊為獻敬懿皇后(헌경의황후)。全稱是孝康慈禧貞宣徽穆裕靖仁哲啓聖獻敬懿皇后。

## 家庭

### 子女
| 稱號                    | 名 | 生年   | 卒年   | 配偶               | 備註                                                                                       |
| ----------------------- | -- | ------ | ------ | ------------------ | ------------------------------------------------------------------------------------------ |
| 懿昭世孫                | 琔 | 1750年 | 1752年 | 無                 | 早夭，無子嗣。                                                                             |
| 正祖宣皇帝 （正祖大王） | 祘 | 1752年 | 1800年 | 孝懿宣皇后清風金氏 |                                                                                            |
| 清衍公主                |    | 1754年 | 1821年 | 光恩尉金箕性       | 初封「清衍郡主」，英祖三十年七月十四日生，純祖二十一年六月九日卒。高宗三十六年追贈為公主。 |
| 淸璿公主                |    | 1756年 | 1802年 | 興恩尉鄭在和       | 初封「清璿郡主」。英祖三十二年閏九月生，純祖二年七月二十日卒。高宗三十六年追贈為公主。     |

### 後裔
惠慶宮洪氏的後代中，朝鮮正祖的最後一位男系後代朝鮮憲宗於1849年薨、最後一位後代洪承億於1882年過世；因此現存可考的惠慶宮後代，都是出自么女清璿公主一脈，散見於和公主子孫聯姻的多個兩班世族，如延日鄭氏、驪興閔氏、南陽洪氏等等，乃至於本家豐山洪氏以及王室（全州李氏）本身。其中清璿公主的長外孫女閔氏嫁給宗室、臨陂縣令李觀夏（廣平大君後代），兩人長女李氏於1813年出生時惠慶宮依然在世，使得惠慶宮洪氏晚年得以五代同堂。

## 影視作品

### 电视剧
| 劇名                  | 時間   | 電視台 | 演員                 | 備註 |
| --------------------- | ------ | ------ | -------------------- | ---- |
| 안국동 아씨           | 1979年 | MBC    | 金英蘭               |      |
| 하늘아 하늘아         | 1988年 | KBS2   | 李在银 李周姫 夏希罗 |      |
| 朝鮮王朝五百年-恨中录 | 1988年 | MBC    | 崔明吉               |      |
| 朝鮮王朝五百年-파문   | 1989年 | MBC    | 高斗心               |      |
| 王道                  | 1991年 | KBS    | 鄭永琡               |      |
| 帝王之路              | 1998年 | MBC    | 洪莉娜               |      |
| 洪国榮                | 2001年 | MBC    | 李商淑               |      |
| 李祘                  | 2007年 | MBC    | 甄美里               |      |
| 正祖暗杀之谜-8天      | 2007年 | CGV    | 郑爱利               |      |
| 秘密之門              | 2014年 | SBS    | 朴恩斌               |      |
| Drama Special－紅月亮 | 2015年 | KBS    | 朴荷娜               |      |
| 衣袖紅鑲邊            | 2021年 | MBC    | 姜末今               |      |

### 电影
| 片名 | 時間   | 導演   | 演員   | 備註 |
| ---- | ------ | ------ | ------ | ---- |
| 逆鱗 | 2014年 | 李在奎 | 金成鈴 |      |
| 思悼 | 2015年 | 李濬益 | 文瑾瑩 |      |

## 資料
1. ↑  .   [2017-05-28]. （原始内容存档于2021-04-10）.
2. ↑  .   [2017-05-28]. （原始内容存档于2021-04-10）.
3. ↑  .   [2017-05-28]. （原始内容存档于2021-04-10）.
4. ↑  .   [2017-05-28]. （原始内容存档于2021-04-10）.
5. ↑  .   [2022-01-14]. （原始内容存档于2018-10-05）.
6. ↑  《承政院日記》英祖30年7月14日「藥房口傳啓曰,嬪宮解娩平安,不勝喜幸之至。諸御醫,自今日依例,竝直之意,敢啓。傳曰,知道。」
7. ↑  《承政院日記》英祖32年10月1日「藥房口傳啓曰,嬪宮氣候,夜間,何如?今日乃分娩後第三日也。洗浴吉時擇入,而不無勞動觸風之慮,似當十分謹愼。惶恐敢啓。答曰,知道。夜間氣侯一樣矣。」
8. ↑  除去莊獻世子庶子女後代，以及本為麟坪大君子孫、入繼大統的朝鮮高宗不計。
9. ↑  . 朝鮮王朝實錄.   [2021-04-11]. （原始内容存档于2020-10-27）.
10. ↑  . FamilySearch.
11. ↑  . FamilySearch.
12. ↑  . 朝鮮王朝實錄.   [2021-04-11]. （原始内容存档于2020-11-09）.
13. ↑  . FamilySearch.（江陵公派上系，p. 198, 397-399）
14. ↑  . FamilySearch.   [2021-04-11]. （原始内容存档于2021-04-10）.（卷五，第875頁）
15. ↑  . FamilySearch.   [2021-04-11]. （原始内容存档于2021-05-08）.（第284、287頁）
16. ↑  . FamilySearch.（卷三，第514頁）
17. 1 2  . 장서각기록유산DB.   [2021-04-11]. （原始内容存档于2021-04-11）.
18. ↑  . 《承政院日記 》.   [2021-04-11]. （原始内容存档于2021-04-11）.
19. ↑  . FamilySearch.   [2021-04-11].（卷四，第35面）